# سيندي باسبي
سيندي باسبي هي ممثلة كندية، ولدت في 18 مارس 1983 بمونتريال في كندا.

## أعمال

### أفلام
- (2009) كتاب الحب
- (2013) إعادة التحميل

## وصلات خارجية
- سيندي باسبي على موقع IMDb (الإنجليزية)
- سيندي باسبي على موقع ألو سيني (الفرنسية)
- سيندي باسبي على موقع أول موفي (الإنجليزية)
- سيندي باسبي على موقع قاعدة بيانات الفيلم (الإنجليزية)
- سيندي باسبي على موقع كينوبويسك (الروسية)